# AGM-142 Have Nap
O 'AGM-142 Have Nap' ou Popeye é um míssil ar-terra desenvolvido por Israel e em utilização desde 1985.

## Design
O AGM-142 Have Nap é uma adaptação do míssil israelense "Popeye" e um projeto conjunto entre a Lockheed Martin e a empresa israelense Rafael Advanced Defense Systems Ltd. É desenvolvido para alcançar alvos para ataques de precisão à longas distâncias impulsionado por um estágio de combustível sólido. Um sistema de orientação inercial pilota até o trajeto mas também pode ser controlado diretamente pelo piloto via INS, através de uma televisão ou por infravermelho.